# Nalgada

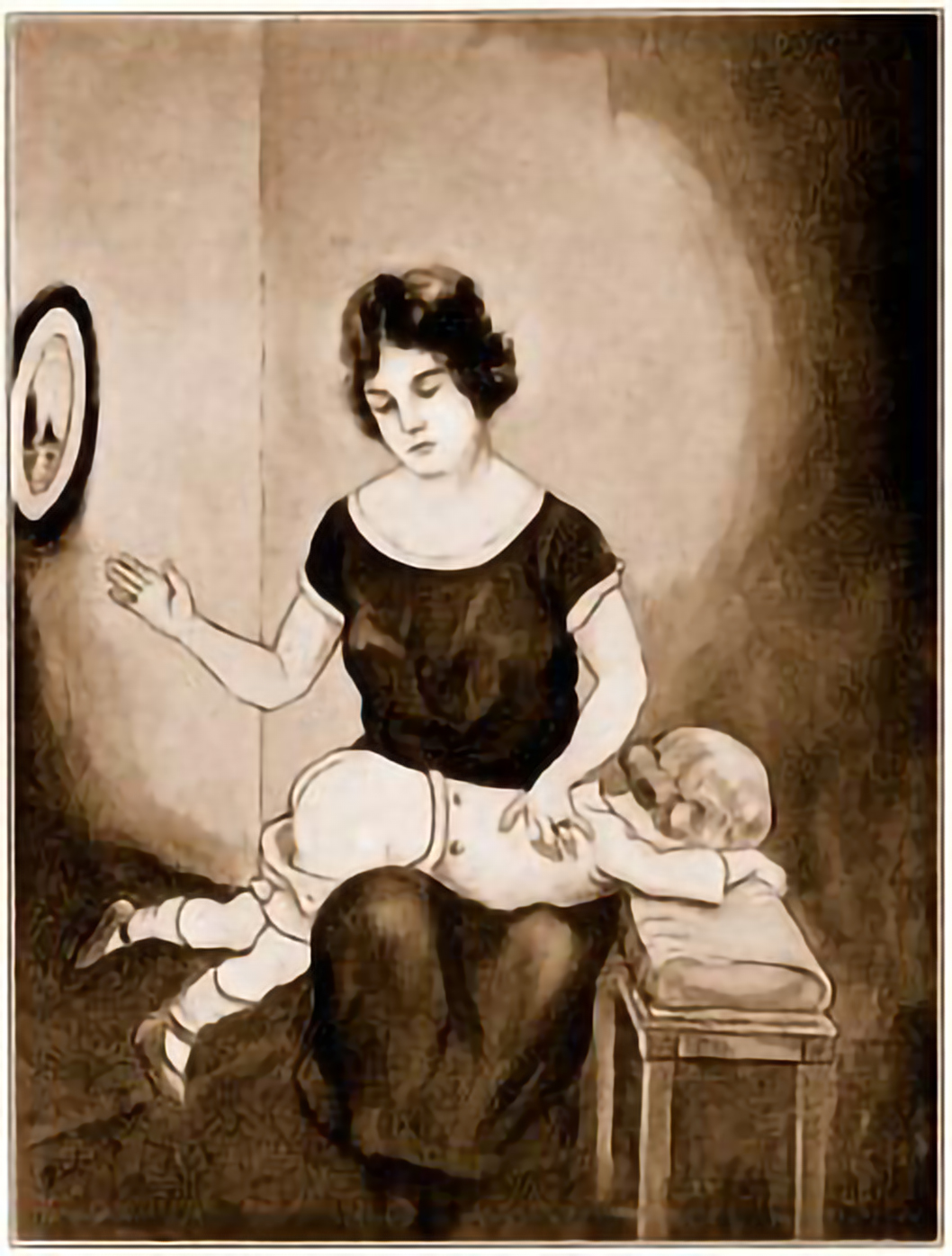
Niña recibiendo nalgadas.

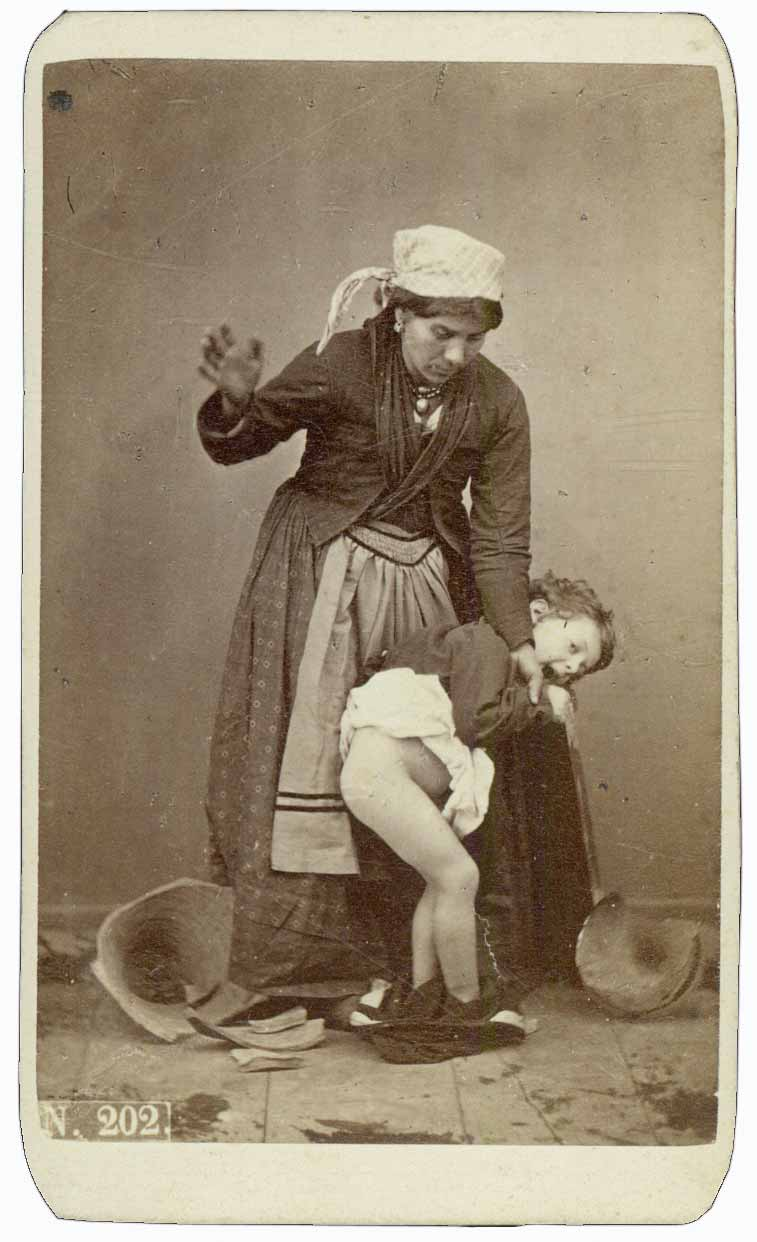
Nalgadas, fotografía de Giorgio Conrad.

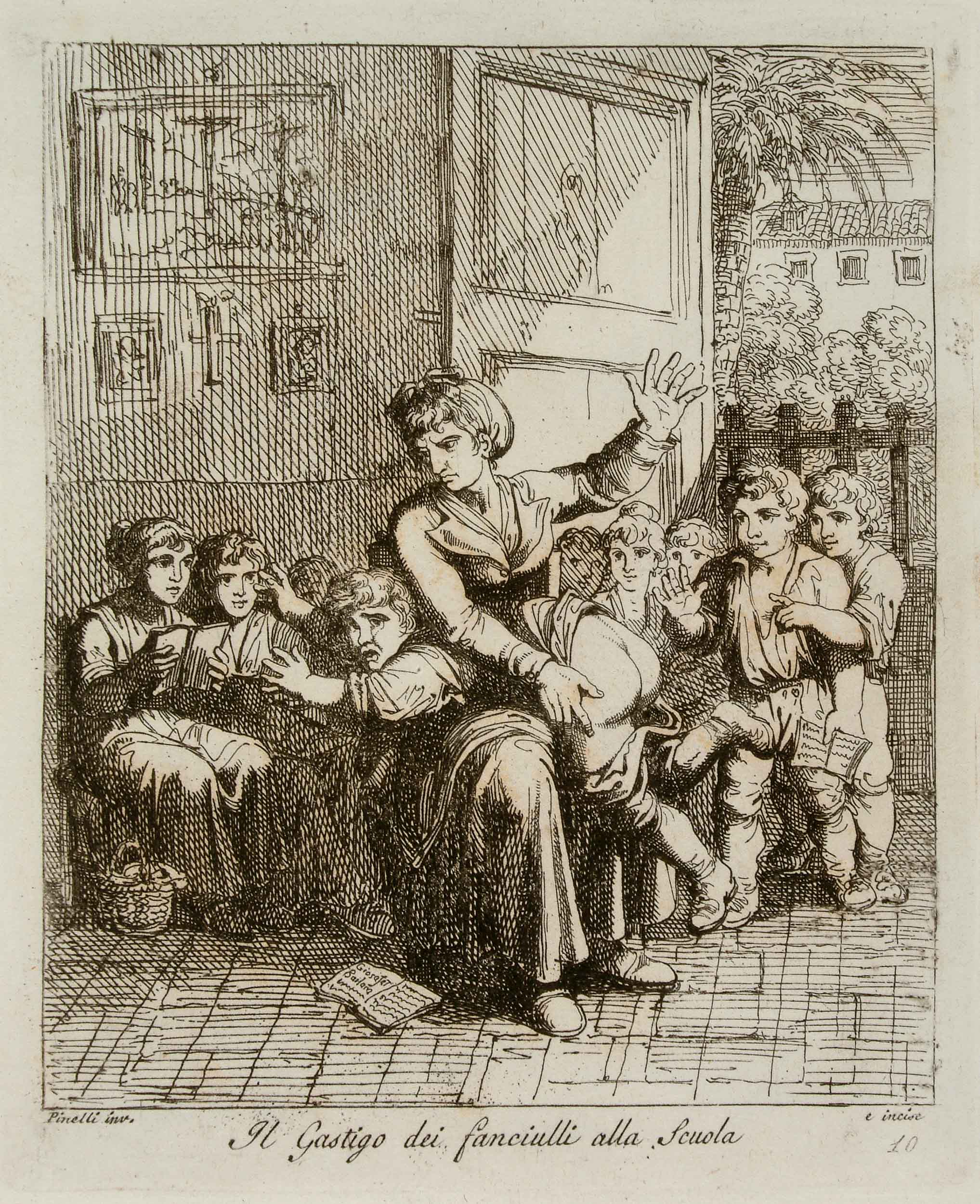
Grabado de 1810 que representa a una maestra en Roma azotando a su alumno en el trasero desnudo

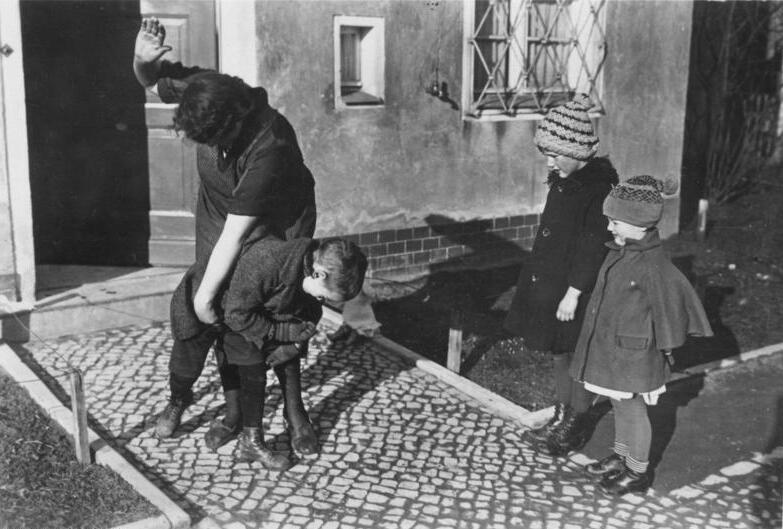
Nalgadas como medida disciplinaria, 1935, Alemania.

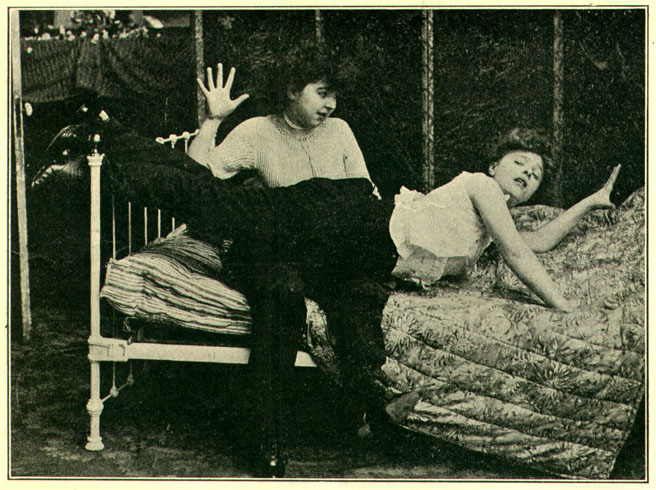
Imagen vintage de una nalgada entre mujeres.

Una nalgada es la administración de golpes en las nalgas, con o sin instrumentos, como castigo corporal. Consiste en golpear una o más veces las nalgas (nalgada), ya sea con la mano (palmada), o con un instrumento, denominado también "azote" o "disciplina" (cuerdas anudadas, látigo, vara, cinturón, fusta, flagelo). La víctima puede ser el mismo que aplica el castigo, que desea infligirse daño a sí mismo por razones penitenciales (religiosas: disciplinante, flagelante) o sado-masoquistas (sexuales). 
Algunos países han prohibido la práctica de las nalgadas o las permiten bajo ciertas condiciones (según la ubicación y/o el entorno familiar). En 2022, en el mundo, 63 Estados han prohibido todo castigo corporal en el marco de la familia y por ende por extensión las nalgadas.

## Rituales de cumpleaños
En Estados Unidos se usan las nalgadas para celebrar el cumpleaños, golpeando tantas veces las nalgas del cumpleañero como años cumple. En Ecuador existe una tradición igual, pues se propina una tunda en las nalgas a quien cumple años con un cinturón dando un azote por año cumplido, además de uno por su siguiente cumpleaños. En Polonia hay una tradición similar llamada pasowanie, pero que se celebra al cumplir 18 años.

## Disciplina doméstica
Las nalgadas suelen usarse como un método de disciplina en el hogar, aunque su práctica ha ido disminuyendo al ser substituido por métodos menos invasivos y dañinos.  Aunque en la actualidad se lo considera como un método factible, no se recomienda, e incluso en muchos estados y países se encuentra prohibido por la ley.
Generalmente son los niños los castigados recibiendo una o más nalgadas de severidad acorde al agravio o mal comportamiento cometido.
Actualmente existen dos corrientes con posturas opuestas a este método. Una reconoce el derecho o necesidad de los padres para disciplinar físicamente a sus hijos, mientras que la otra promueve la erradicación total de este tipo de disciplina, considerándola incluso un abuso sexual hacia el menor y advirtiendo que lejos de corregir su comportamiento produce daños (no solo físicos) que podrían ser de carácter permanente.  En contra propuesta, los que apoyan este tipo de castigo afirman que el daño permanente puede ser producido por no corregir el niño a tiempo.
Antiguamente, muchas culturas, consideraban aceptable la disciplina doméstica aplicada a las esposas por parte de sus maridos.  Hoy dicha práctica es considerada inaceptable, sin embargo su idea no ha sido aún desprendida del todo y es defendida y practicada por grupos fundamentalistas cristianos ultraconservadores,[cita requerida] bajo el mote de "disciplina doméstica cristiana", aunque públicamente permanece como un tabú social.
Este avance sobre la eliminación de la disciplina doméstica aplicado a esposas es usado como una razón más para erradicar la aplicación de la misma a los niños.  Se considera que lo que es una abuso o acto inaceptable hacia la mujer, debe serlo hacia cualquier ser humano, incluidos los niños.
También existen posturas intermedias que proponen disciplinas livianas a los niños, sin erradicarlas del todo.  Cada una con más o menos restricciones para asegurarse no producir daños permanentes en el infante.

## Historia
La nalgada está presente en la historia por medio de grabados y escritos. En ellos se representa principalmente el momento del castigo, pudiendo ser un castigo por una falta cometida o un castigo con carga sexual.
La disciplina inglesa utiliza la nalgada o spanking como una herramienta para corregir o cambiar las malas actitudes y el comportamiento. Tony Blair prohibió el castigo físico en las escuelas británicas. Pero antes de que se prohibiera estaba regulado el número de nalgadas y el instrumento utilizado, basándose de la gravedad de la falta. Este castigo era principalmente impartido después de hacer ver al alumno que era necesario el correctivo debido a los malos actos que cometió.
El 2 de julio de 2007 el gobierno de Singapur pidió disculpas e indemnizó con casi 1.5 millones de euros a uno de sus ciudadanos que recibió más nalgadas con una fusta de los recogidos en el fallo del tribunal que le condenó, según informó la televisión estatal. En 1994, un joven estadounidense de 18 años fue condenado a recibir seis bastonazos por un delito de vandalismo, lo que provocó una polémica en Estados Unidos y hasta la intervención del entonces presidente Bill Clinton, pero las autoridades decidieron mantener el castigo. Así, se puede observar que actualmente esta práctica continúa siendo usada para impartir justicia.
La vertiente erótica del spanking también tiene diversos escritos, grabados y, más modernamente, fotografías y películas. Una de las estrellas del spanking es Bettie Page, con una gran cantidad de fotografías y cortos spankos. Una película que marcó el mundo spanko es Secretary, rodada en 2002 y protagonizada por James Spader y Maggie Gyllenhaal.  Con la llegada de las nuevas tecnologías se crearon portales especializados en la vertiente erótica de esta disciplina, existiendo actualmente blogs, foros, portales de venta de videos, películas e implementos.

## Práctica sexual
Las nalgadas eróticas, azotainas eróticas o disciplina inglesa se refiere a la práctica de nalgadas con el propósito de estimular sexualmente a quien da y/o a quien recibe las nalgadas, Entre adultos es usado como juego sexual consentido, siendo una práctica excitante para la pareja. Este juego puede ir acompañado de papeles, dándole un sentido nuevo a la situación sexual. En el juego existen básicamente dos papeles: el de azotador y el de azotado.
También se le conoce como Cateperri en algunas zonas del país vasco.